# 忍者神龟3：变异噩梦
《忍者神龟3：变异噩梦》是一部由科乐美于2005年出品的电子游戏，主要平台为PlayStation 2、GameCube、Xbox和任天堂DS，此游戏为2004年《忍者神龟2：并肩作战》的续集，还是以少年变种忍者神龟打击犯罪的英雄为题材。这是由科乐美公司出品的最后一部忍者神龟游戏。